# 28e cérémonie des Razzie Awards
La 28e cérémonie des Golden Raspberry Awards ou Razzies a eu lieu le 23 février 2008 à Santa Monica en Californie pour désigner les pires films de 2007. Les nominations ont été publiées le 21 janvier. Selon la grande tradition des Razzies Awards, l'annonce des nominations, ainsi que la cérémonie précèdent d'un jour leurs équivalents de la cérémonie des Oscars.
Le film ayant obtenu le plus de nominations pour l'année 2007 est I Know Who Killed Me avec neuf nominations, suivi de près par Quand Chuck rencontre Larry (I Now Pronounce You Chuck and Larry) et Norbit qui ont chacun reçu huit nominations. Eddie Murphy bat le record des Razzie Awards avec cinq nominations personnelles, pour sa prestation dans Norbit (surtout en raison de ses multiples rôles dans ce film). La catégorie spéciale de l'année 2007 est intitulée le pire ersatz de film d'horreur (« Worst excuse for a horror movie »).

## Palmarès
Les lauréats de chaque catégorie sont en premier et en gras dans chaque section.

### Pire film
- I Know Who Killed Me
  - Bratz : In-sé-pa-rables ! (Bratz)
  - École paternelle 2 (Daddy Day Camp)
  - Quand Chuck rencontre Larry (I Now Pronounce You Chuck and Larry)
  - Norbit

### Pire réalisateur
- Chris Sivertson pour I Know Who Killed Me
  - Dennis Dugan pour Quand Chuck rencontre Larry (I Now Pronounce You Chuck and Larry)
  - Roland Joffé pour Captivity
  - Brian Robbins pour Norbit
  - Fred Savage pour École paternelle 2 (Daddy Day Camp)

### Pire acteur
- Eddie Murphy pour le rôle de Norbit dans Norbit
  - Nicolas Cage pour le rôle de Johnny Blaze / Ghost Rider dans Ghost Rider
  - Nicolas Cage dans Benjamin Gates et le livre des secrets (National Treasure: Book of Secrets)
  - Nicolas Cage dans Next
  - Jim Carrey dans Le Nombre 23 (The Number 23)
  - Cuba Gooding Jr. dans École paternelle 2 (Daddy Day Camp)
  - Cuba Gooding Jr. pour le rôle de Deion Hughes dans Norbit
  - Adam Sandler dans Quand Chuck rencontre Larry (I Now Pronounce You Chuck and Larry)

### Pire actrice
- Lindsay Lohan pour le rôle d'Aubrey dans I Know Who Killed Me
- Lindsay Lohan pour le rôle de Dakota dans I Know Who Killed Me
  - Jessica Alba pour le rôle de Susan Storm / La Femme invisible dans Les Quatre Fantastiques et le Surfer d'argent (Fantastic Four: Rise of the Silver Surfer)
  - Jessica Alba dans Awake et Charlie, les filles lui disent merci (Good Luck Chuck)
  - Logan Browning, Janel Parrish, Nathalia Ramos et Skyler Shaye dans Bratz : In-sé-pa-rables ! (Bratz)
  - Elisha Cuthbert dans Captivity
  - Diane Keaton dans Because I Said So

### Pire second rôle masculin
- Eddie Murphy pour le rôle de M. Wong dans Norbit
  - Kevin James dans Quand Chuck rencontre Larry (I Now Pronounce You Chuck and Larry)
  - Rob Schneider dans Quand Chuck rencontre Larry (I Now Pronounce You Chuck and Larry)
  - Jon Voight dans Bratz : In-sé-pa-rables ! (Bratz)
  - Jon Voight dans Benjamin Gates et le livre des secrets (National Treasure: Book of Secrets)
  - Jon Voight dans September Dawn
  - Jon Voight dans Transformers

### Pire second rôle féminin
- Eddie Murphy pour le rôle de Rasputia dans Norbit
  - Jessica Biel dans Quand Chuck rencontre Larry (I Now Pronounce You Chuck and Larry)
  - Jessica Biel dans Next
  - Carmen Electra dans Big Movie (Epic Movie)
  - Julia Ormond dans I Know Who Killed Me
  - Nicollette Sheridan dans Code Name: The Cleaner

### Pire couple à l'écran
- I Know Who Killed Me – Lindsay Lohan et Lindsay Lohan (« en tant que yang de son propre yin »)
  - Bratz : In-sé-pa-rables ! (Bratz) – « N'importe quelle combinaison de deux personnages sans cerveau »
  - Norbit – Eddie Murphy (en tant que Norbit) et soit Eddie Murphy (en tant que M. Wong), soit Eddie Murphy (en tant que Rasputia)
  - Quand Chuck rencontre Larry (I Now Pronounce You Chuck and Larry) – Adam Sandler et soit Kevin James, soit Jessica Biel
  - Les Quatre Fantastiques et le Surfer d'argent (Fantastic Four: Rise of the Silver Surfer) – Jessica Alba, Hayden Christensen, Dane Cook et Ioan Gruffudd

### Pire remake ou plagiat
- I Know Who Killed Me (plagiat Hostel, Saw et The Patty Duke Show)
  - On arrête quand ? (Are We Done Yet?) remake de Un million clé en main (Mr. Blandings Builds His Dream House)
  - Bratz : In-sé-pa-rables ! (Bratz) (« s'il ne restait qu'un plagiat ce serait celui-là »)
  - Big Movie (Epic Movie) (« de tous les films qu'il parodie »)
  - Who's Your Caddy? (plagiat Caddyshack)

### Pire préquelle ou suite
- École paternelle 2 (Daddy Day Camp)
  - Aliens vs. Predator: Requiem
  - Evan tout-puissant (Evan Almighty)
  - Hannibal Lecter : Les Origines du mal (Hannibal Rising)
  - Hostel, chapitre II (Hostel: Part II)

### Pire scénario
- I Know Who Killed Me – Jeffrey Hammond
  - Big Movie (Epic Movie) – Jason Friedberg et Aaron Seltzer)
  - École paternelle 2 (Daddy Day Camp) – Geoff Rodkey, David J. Stem et David N. Weiss
  - Norbit – Eddie Murphy, Charlie Murphy, David Ronn et Jay Sherick
  - Quand Chuck rencontre Larry (I Now Pronounce You Chuck and Larry) – Barry Fanaro, Alexander Payne et Jim Taylor

### Pire excuse pour un film d'horreur
- I Know Who Killed Me
  - Aliens vs. Predator: Requiem
  - Captivity
  - Hannibal Lecter : Les Origines du mal (Hannibal Rising)
  - Hostel, chapitre II (Hostel: Part II)